# Terrorisme
 "Terror" omdirigeres hertil. For andre betydninger af Terror, se Terror (flertydig).
Terrorisme er anvendelsen af terror til at fremme bestemte mål. Terror defineres almindeligvis som voldshandlinger, som iværksættes for at sprede frygt i en befolkning eller for at få bestemte (f.eks. politiske eller religiøse) mål opfyldt. Der er dog ikke enighed om en præcis definition internationalt. I FN har man således siden 2002 uden held forsøgt at nå frem til en fælles definition. Uenighederne går blandt andet på, om stater også kan bedrive terrorisme (statsterrorisme), eller det kun gælder ikkestatslige aktører, og i hvilket omfang frihedsbevægelser kan blive omfattet af terrorbetegnelsen.
Der findes eksempler på terrorisme tilbage fra Romerriget, men ofte regnes terror i den moderne tid at være begyndt med den franske revolution.

## Etymologi
Begrebet kommer af latin ’’terror’’, der betyder ”rædsel”.

## Definition
I Den Danske Ordbog defineres terror som "(trusler om) voldshandlinger som nogen iværksætter for at sprede skræk og frygt i en befolkning eller for at få visse krav opfyldt, i den hensigt at fremme et bestemt politisk eller religiøst mål", og terrorisme som anvendelsen af terror for at fremme et særligt politisk eller religiøst mål.
Der er dog ikke nogen international enighed om, hvordan terrorisme præcist skal defineres. I stedet findes der i faglitteraturen flere hundrede forskellige definitioner - heraf er de 90 forskellige staters officielle definitioner. Nogle definitioner fremhæver, at der skal være et systematisk og bevidst element af vold. Andre fremhæver, at baggrunden skal være politisk eller kulturel, social eller religiøs - det er det politiske forsæt, der gør handlingen til terror fremfor blot at være kriminel. Atter andre lægger vægt på terrorhandlingens signalværdi, som den britiske terrorforsker Brian Jenkins' korte definition: "Terrorisme er teater", der markerer, at det afgørende ved terrorhandlingen er dens hensigt om at tiltrække sig opmærksomhed og skræmme tilskuerne for at ændre den offentlige opinion og dermed den politiske udvikling. Nogle mener, at en handling skal være udført af en ikke-statslig aktør for at kunne kaldes terror og udelukker dermed begrebet statsterrorisme fra at være egentlig terror, mens andre opfatter det som en underafdeling af terrorhandlinger.
I 2002 vedtog EU's medlemslande en definition af terrorisme som "forsætlige handlinger, hvor dødsfald og massive ødelæggelser finder sted".
Siden 2002 har der i FN-regi været forhandlet om en konvention, der forbyder terrorisme, men medlemslandene var i 2020 endnu ikke nået til enighed om en klar definition på begrebet. U udkastet til konventionen omtales terrorisme som tilsigtede, ulovlige og skadelige handlinger, hvis mål er "at skræmme en befolkning eller at tvinge en regering eller en international organisation til at gøre eller undladebestemte handlinger". Uenigheden om definitionen har især drejet sig om, hvorvidt også stater kan omfattes af definitionen, eller den kun kan anvendes på ikke-statslige aktører, og om, hvorvidt definitionen kan ramme frihedsbevægelser, som har ret til selvbestemmelse og ret til at udføre voldelig modstand mod en besættelse.
Den internationalt anerkendte terrorforsker Alex Schmid har foreslået definitionen "Terrorisme er forbrydelser begået i fredstid, som i krigstid ville blive vurderet som krigsforbrydelser". Et andet eksempel på en definition fra den politologiske litteratur af A.P. Schmid og A.J. Jongman lyder: "Terrorisme er en metode til fremkaldelse af frygt med gentagne voldsaktioner, udført af (semi-)ulovlige individer, grupper eller statlige aktører, af idiosynkratiske, kriminelle eller politiske årsager, ved hvilken – i modsætning til mord – direkte vold ikke er det vigtigste mål. Det umiddelbare menneskelige offer for volden vælges i almindelighed tilfældigt (målmuligheder) eller selektivt (repræsentativt eller symbolsk mål) fra en målgruppe og tjener som meddelelseskaber. Trussels- og voldsbaserede kommunikationsprocesser mellem terrorismeorganisation, offer, og vigtige mål anvendes for at manipulere det direkte mål (de direkte målgruppe(r)) og forvandle dem til mål for terror, mål for krav, eller mål for opmærksomhed, beroende på om det er trussel, tvang eller propaganda, der tilstræbes i første række."

## Årsager
Terrorisme udspringer af utilfredshed. Ifølge forskeren Birthe Hansen er det tydeligste fællestræk ved nutidens terrorgrupper således 'utilfredshed med den herskende verdensorden', dvs. USA's og Vestens økonomiske, militære og kulturelle dominans efter Sovjetunionens sammenbrud. Udover ydre politiske og sociale forhold er der typisk en særlig psykologiske disposition, der er med til at gøre en person til terrorist. En gruppepsykologisk teori om terrorismens opståen går på den såkaldte voldspyramide, hvor politiske og religiøse grupper bliver frustrerede over, at fredelige og lovlige midler til at udtrykke utilfredshed med det betående (som stemmeafgivning og demonstrationeer) ikke givet det ønskede resultat. De griber så til ulovligheder, eksempelvis husbesættelser, og når først grænsen til det ulovlige er overskredet, styrker det gruppens identitet, og det kan føre til en selvforstærkende proces, hvor stadig voldsommere midler retfærdiggøres i gruppens optik.
Det er almindeligt at opdele terrorisme i tre kategorier efter deres motiver: religiøs terrorisme, etnisk-nationalistisk terrorisme og politisk terrorisme. Ofte inddeler man yderligere den politiske terrorisme i venstreorienteret, højreorienteret og anarkistisk. Da man derudover kan operere med kategorien statssponsoreret terrorisme eller statsterrorisme, er der i alt seks kategorier:
- Etnisk-nationalistisk
- Religiøs
- Venstreorienteret
- Højreorienteret
- Anarkistisk
- Statssponsoreret/statsterrorisme

## Historie

### Før 1900
En del historikere regner terrorens begyndelse fra den franske revolution. Under terrorregimet (la terreur) 1793-94 anvendte Robespierre terrormetoder mod regimets modstandere og brugte selv ordet i en positiv betydning som værn mod revolutionens fjender. Der er dog også en række tidligere historiske eksempler på handlinger, der betegnes som terroristiske. Det gælder således den radikale jødiske bevægelse zeloterne, der i 66-73. e.v.t. bekæmpede den romerske besættelsesmagt med en mordkampagne. Også den yderliggående sekt assasinerne i middelalderens Persien og de indiske thugger anvendte terroristiske metoder. Den russiske revolutionære gruppe Narodnaja Volna fra 1879 regnes for den første egentlige terrorgruppe i moderne tid.

### 1900-tallet
I 1900-tallet har regimer som Nazityskland og Sovjetunionen anvendt statsterrorisme som en del af deres politik for at kontrollere befolkningen. I efterkrigstiden under afkolonialiseringen har der optrådt terrorgrupper i mange daværende kolonier og europæisk administrerede områder, således den jødiske organisation Irgun Zvai Leumi i Palæstina, den cypriotiske gruppe EOKA og Algeriets Nationale Befrielsesfront (FLN).
Fra 1970'erne blev terrorisme i dels en etnisk-nationalistisk og dels en politisk-ideologisk variant et stigende problem i Europa. Den palæstinensiske gruppe Sorte Septembers gidselaktion ved de olympiske lege i München i 1972, der ønskede at gøre opmærksom på den palæstinensiske sag, var det mest opsigtsvækkende af en række palæstinensiske terroraktioner, der fandt sted fra 1950 og frem. Handlingerne blev i en periode støttet af den palæstinensiske befrielsesfront PLO, indtil PLO i 1988 anerkendte den israelske stat og indstillede aktionerne. Andre etnisk-nationalistiske grupper, der har udøvet terror, er det kurdiske PKK, den baskiske gruppe ETA og det irske IRA. I 1970erne opererede også flere stærkt venstreorienterede terrorgrupper i Europa, således Rote Armee Fraktion i det daværende Vesttyskland og Brigate Rosse i Italien.
Fra 1990'erne er en række religiøst inspirerede terroraktioner markeret sig. Islamisk baseret terrorisme har været kendt i Egypten siden 1920'erne og stod blandt andet bag mordet på den egyptiske præsident Anwar al-Sadat i 1981, og især siden 1982 har islamiske terrorister stået bag omfattende terrorkampagner, bl.a. bombningen af World Trade Center 1993. I USA har forskellige højreorienterede, racistiske, kristne grupper opfordret til vold mod forbundsregeringen, mørke, jøder og abortlæger, og udført bombesprængninger mod blandt andet abortklinikker. Blandt aktionerne var Oklahoma City-bombningen i 1995. Der har også været grupper med et jødisk grundlag som Kach, der blev etableret i Israel i 1980'erne En person med tilknytning hertil stod bag mordet på Israels ministerpræsident Yitzhak Rabin i 1995. I Japan spredte den nyreligiøse gruppe Aum Shinrikyo i 1995 giftgas i Tokyos undergrundsbane, tilsyneladende blot for at dræbe så mange som muligt uden at have noget andet specifikt mål.

### 2000-tallet
Den islamistiske organisation al-Qaedas terrorangreb på USA den 11. september 2001 ændrede trusselsbilledet fra terror markant i Nordamerika og Europa. De vestlige lande skærpede lovgivningen og styrkede efterretningstjenesterne, mens man oplevede store terrorangreb i Madrid i marts 2004 og i London i juli 2005. Omkring 2011 var opfattelsen, at al-Qaeda var ved at forsvinde som en global trussel. Opkomsten af bevægelsen ISIS (Islamisk Stat) i Irak og Syrien i 2014 førte til en fornyet trussel fra islamistisk terrorisme i form af sympatiterrorisme og såkaldte copycat-operationer, udført af sindsforvirrede mennesker, der har tilegnet deres handlinger Islamisk Stat. Samtidig har truslen om højreekstremistisk terror været stigende i lande som Tyskland og Sverige. Massakren på Utøya i Norge udført i 2011 af Anders Breivik var et eksempel herpå.

## Største terrorangreb
Den amerikanske institution WorldAtlas har i 2019 offentliggjort følgende liste over verdens værste terrorangreb i de sidste ca. 50 år.
| Nummer | Angreb                                | Land                        | År   | Dødsfald (anslået) |
| ------ | ------------------------------------- | --------------------------- | ---- | ------------------ |
| 1      | Terrorangrebet den 11. september 2001 | USA                         | 2001 | 2.996              |
| 2      | Camp Speicher-massakren               | Irak                        | 2014 | 1.566              |
| 3      | Julemassakrerne                       | Demokratiske Republik Congo | 2008 | 860                |
| 4      | Bombeangrebene på yazidi-byer         | Irak                        | 2007 | 795                |
| 5      | Politimassakren i Sri Lanka           | Sri Lanka                   | 1990 | 774                |
| 6      | Bombeangrebene i Mogadishu 2016       | Somalia                     | 2016 | 655                |
| 7      | Bombeangrebene i Ankara 2015          | Tyrkiet                     | 2015 | 508                |
| 8      | Cinema Rex-branden                    | Iran                        | 1978 | 420                |
| 9      | Trujillo-massakren                    | Colombia                    | 1990 | 400                |
| 10     | Terrorangrebet i Beslan               | Rusland                     | 2004 | 385                |
| 11     | Karrada-bombeangrebet                 | Irak                        | 2016 | 342                |
| 12     | Gamboru Ngala-massakren               | Nigeria                     | 2016 | 336                |
| 13     | Air India Flight 182                  | Canada                      | 1985 | 329                |
| 14     | Moské-angrebet i Sinai                | Egypten                     | 2016 | 311                |
| 15     | Angrebet på MNF i Beirut 1983         | Libanon                     | 1983 | 307                |
| 16     | Terrorangreb mod boligkomplekser      | Rusland                     | 1999 | 293                |
| 17     | Pan Am Flight 103                     | Storbritannien              | 1988 | 270                |
| 18     | Bombeangrebene i Bombay               | Indien                      | 1993 | 270                |
| 19     | Angrebene ved As-Suwayda              | Syrien                      | 2018 | 255                |
| 20     | Togangrebet i Angola                  | Angola                      | 2001 | 252                |
| 21     | Rais-massakren                        | Algeriet                    | 1997 | 238                |
| 22     | Kobane-massakren                      | Syrien                      | 2015 | 233                |
| 23     | Kogalymavia Flight 9268               | Egypten                     | 2015 | 224                |
| 24     | Bombeangreb på USA's ambassade        | Tanzania                    | 2004 | 224                |
| 25     | Bombeangrebene i Sadr City            | Irak                        | 2006 | 215                |
| 26     | Terrorangrebet i Mumbai 2006          | Indien                      | 2006 | 209                |
| 27     | Bombeangrebet i Bali                  | Indonesien                  | 2002 | 202                |
| 28     | Massakren i Bentalha                  | Algeriet                    | 1997 | 202                |
| 29     | Terrorangrebet i Mumbai 2008          | Indien                      | 2008 | 174                |

## Terrorisme i Danmark
Englændernes bombardement af København under Napoleonskrigene i 1807 bliver ofte omtalt som det første terrorbombardement mod en europæisk hovedstad. Under besættelsen 1940-45 brugte tyskerne modterror som led i deres bekæmpelse af den danske modstandsbevægelse. Den tyskoprettede Petergruppe dræbte således mere end 150 mennesker. Omvendt kaldte den tyske besættelsesmagt de danske modstandsgrupper for terrorister.
Det første terrorangreb i Danmark efter 2. verdenskrig var bombeattentaterne den 22. juli 1985 mod det amerikanske luftfartsselskab Northwest Orient Airlines' kontor i København og Københavns Synagoge, hvor en person blev dræbt og 32 såret.
Efter terrorangrebet i USA den 11. september 2001 indførte man i Danmark som i mange andre lande en skærpet lovgivning mod terrorisme. Med antiterrorpakken i 2002 fik terrorparagraffen i straffeloven i hovedtræk sin nuværende udformning. Paragraffen definerede nærmere terrorisme i den danske lovgivning, og skærpede straframmen for en række lovovertrædelser, hvis de vurderedes at være begået ud fra et terroristisk motiv. Samtidig blev det strafbart at give økonomisk støtte til grupper, der planlægger handlinger, der falder ind under terrorparagraffen. Lovgivningen er siden blevet udvidet flere gange, bl.a. i forbindelse med vedtagelsen af den såkaldte terrorpakke i 2006.
Det danske politi har siden 2002 efterforsket adskillige sager i Danmark som terrorsager, hvoraf en række har ført til domfældelse. Det hidtil værste terrorangreb i efterkrigstiden målt på antallet af døde er terrorangrebene i København 2015, hvor to ofre samt gerningsmanden Omar Abdel Hamid El-Hussein blev dræbt.
PET's Center for Terroranalyse udarbejder løbende analyser, der vurderer terrortruslen mod Danmark.

## Lister over terroristorganisationer
Der findes ingen alment anerkendt liste over terroristorganisationer, men en række lande og organisationer har udarbejdet deres egne lister. Det gælder således EU og USA.